# Kolačkov
Kolačkov este o comună slovacă, aflată în districtul Stará Ľubovňa din regiunea Prešov. Localitatea se află la altitudinea de 758 m deasupra n.m., se întinde pe o suprafață de 17,42 km2 și în 2017 număra 1.342 de locuitori.

## Istoric
Localitatea Kolačkov este atestată documentar din 1312.

## Demografie
| An:                | 1994 | 2004    | 2014    | 2024   |
| ------------------ | ---- | ------- | ------- | ------ |
| Număr de persoane: | 940  | 1043    | 1296    | 1281   |
| Diferență:         |      | +10,95% | +24,25% | −1,15% |

| An:                | 2023 | 2024   |
| ------------------ | ---- | ------ |
| Număr de persoane: | 1271 | 1281   |
| Diferență:         |      | +0,78% |